# Buckenhof
Buckenhof è un comune tedesco di 3 227 abitanti, situato nel land della Baviera. Appartiene all'area metropolitana di Norimberga.

## Storia
Buckenhof si è sviluppata tra l'undicesimo e il dodicesimo secolo. Tra i 1564 e 1567, i baroni von Haller costruirono il castello di Puckenhof. Dal 1850, ospita una casa della gioventù.

## Geografia fisica
Buckenhof confina a nord con Spardorf, a est con Uttenreuth, a ovest con Erlangen. La città si trova nella valle dello Schwabach.

## Società

### Evoluzione demografica
Insieme con la vicina Erlangen, Buckenhof ha registrato un forte aumento della sua popolazione dopo la Seconda guerra mondiale. Dal 2000, Buckenhof è una delle comunità più densamente popolate della Baviera. La straordinaria popolarità del villaggio, che è dovuta alla posizione di Buckenhof vicino al centro industriale di Erlangen e al tempo stesso la sua vicinanza ad un grande perseverare della natura, ha portato in alto i prezzi dei terreni.

## Consiglio Comunale
Il Consiglio ha 16 membri, compreso il sindaco.
|      | CSU | SPD | FW | Unabhängige Bürger | Gesamt   |
| 2008 | 3   | 2   | 8  | 3                  | 16 Sitze |

(Stand: Kommunalwahl am 2. März 2008)

### Strutture
Puckenhof Castle, City Hall, Hallerhof (centro della comunità, che comprende il sito di dimostrazione per le fonti energetiche alternative).

### Trasporti
Buckenhof è collegata con la linea 285 di Erlanger Stadtwerke, e le linee 208, 209 e 210 del OVF alla VGN. All'interno della città vi è un 285 sintonizzato sulla linea di Requisiti Taxi Line.

### Tempo libero e impianti sportivi
Campo sportivo, campi da tennis, 2 colline slittino, bowling, Half-pipe.